# Vietcombank
Vietcombank (Bank for Foreign Trade of Vietnam) är en av Vietnams största banker med huvudkontor i Hoàn Kiếm-distriktet i Hanoi. Företaget grundades 1963 som ett statligt företag i dåvarande Nordvietnam. Efter återföreningen öppnades 1976 ett kontor i Saigon (idag Ho Chi Minh-staden) och året därpå kontor i den tredje och fjärde största staden i Vietnam, Hai Phong och Da Nang. Företaget har haft hand om nästan all handel med utländsk valuta. Företaget börsnoterades i december 2007.